# Cephonodes kingii
Cephonodes kingii is een vlinder uit de familie van de pijlstaarten (Sphingidae). De wetenschappelijke naam van de soort werd in 1826 als Macroglossum kingii gepubliceerd door William Sharp MacLeay.

## Afbeeldingen

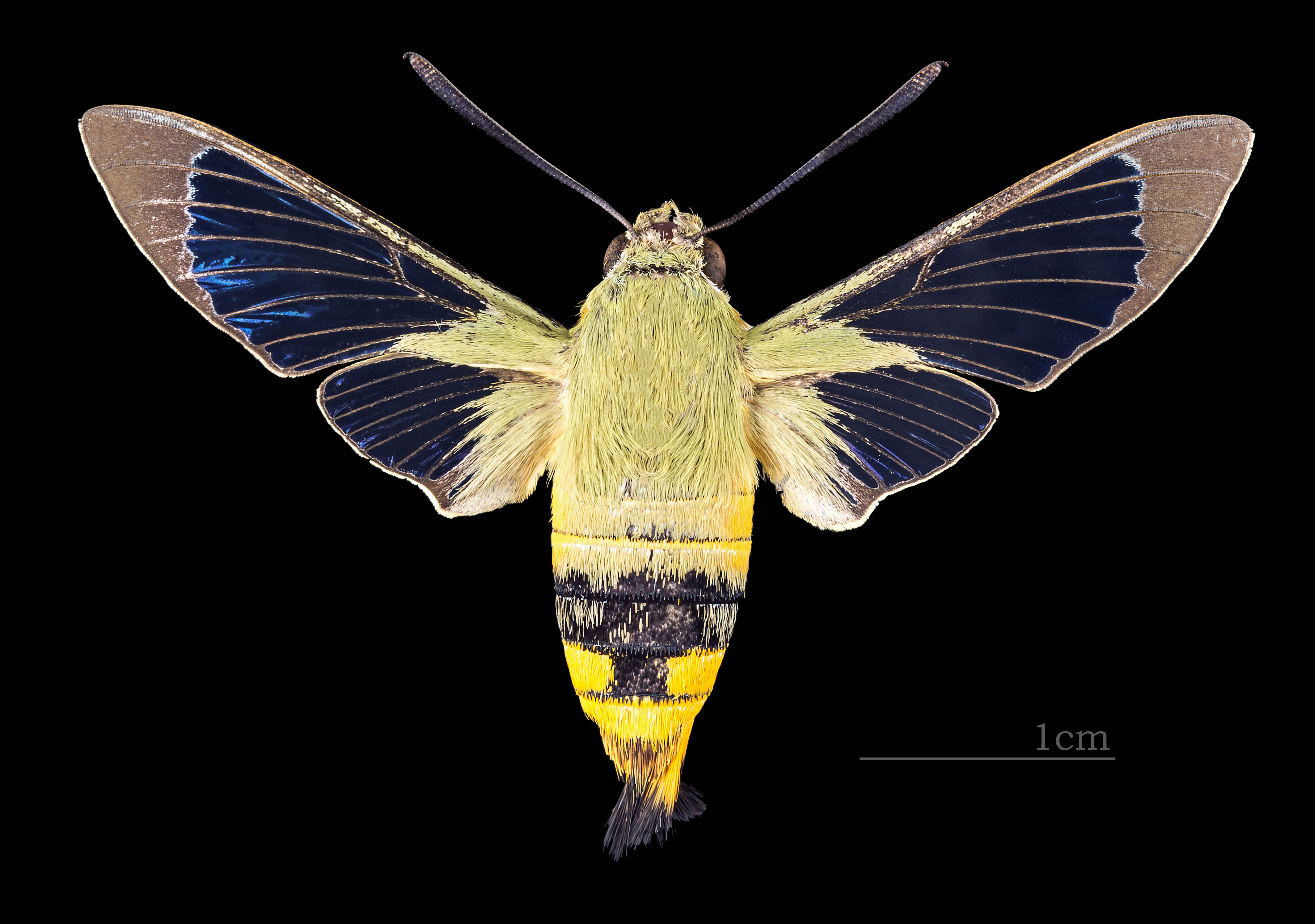
♀
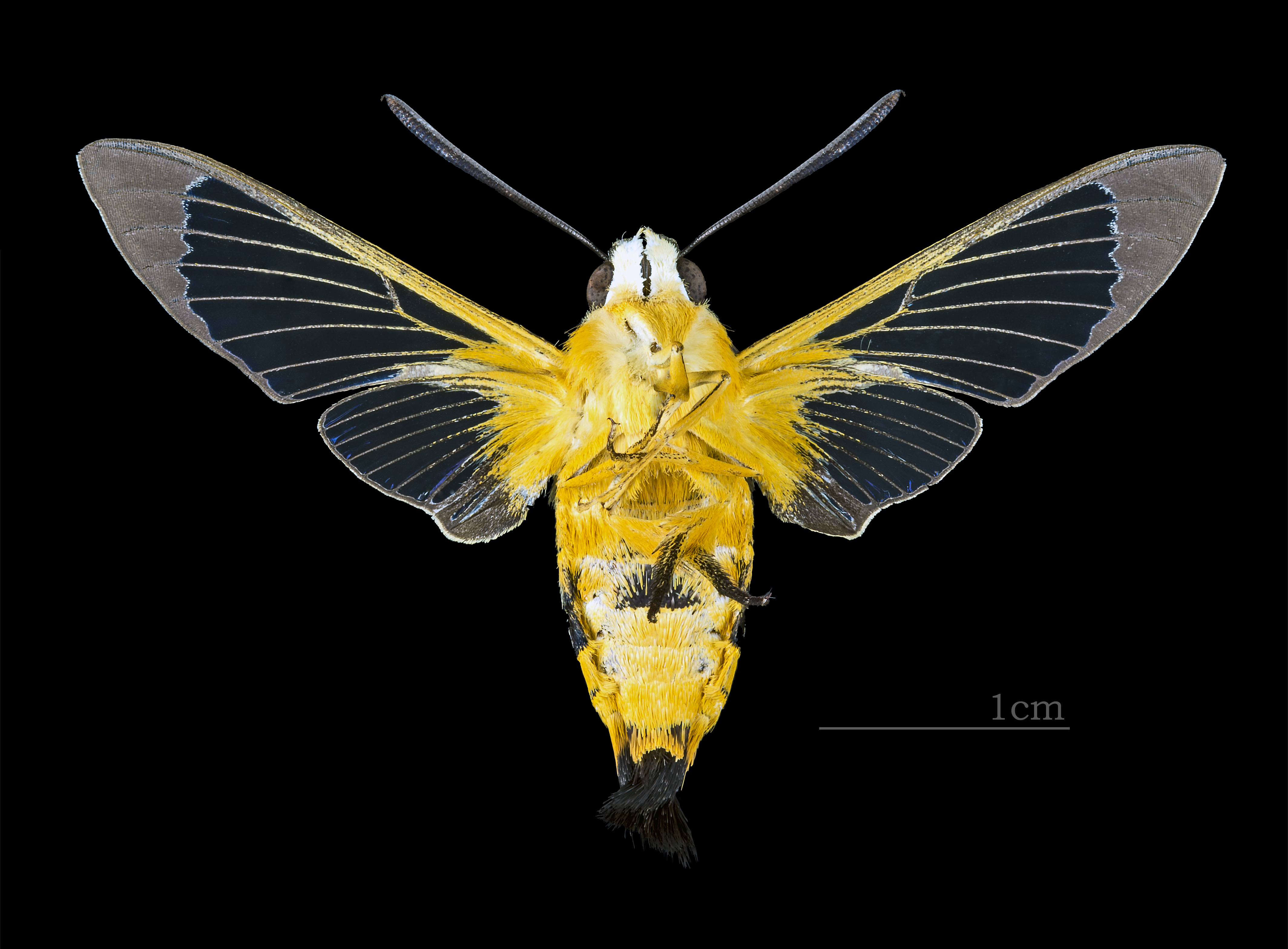
♀ onderzijde